# Oechsen
Oechsen est une commune allemande de l'arrondissement de Wartburg, Land de Thuringe.

## Géographie
Oechsen se situe sur l'Oechse, au centre de la Rhön en Thuringe. Le point culminant du territoire est le Schorn.
La commune comprend le village de Lenders.
| Vacha | Stadtlengsfeld   | Weilar   |
| Geisa | Oechsen          | Dermbach |
|       | Brunnhartshausen |          |

## Histoire
Oechsen est mentionné pour la première fois en 977 sous le nom d'Uhsino, Uhseno, Ussine en tant que propriété de l'abbaye de Rasdorf. L'abbaye de Fulda en hérite en 1166.